# Gordon Goodwin
Gordon Goodwin, född 17 december 1895 i Lambeth i Storlondon, död februari 1984 i Leigh i Greater Manchester, var en brittisk friidrottare.
Goodwin blev olympisk silvermedaljör på 10 kilometer gång vid sommarspelen 1924 i Paris.